# Bahnhof Velten (Mark)
Der Bahnhof Velten (Mark) ist ein Durchgangsbahnhof in der Stadt Velten im brandenburgischen Landkreis Oberhavel, der 1893 an der Kremmener Bahn in Betrieb genommen wurde. Ab 1927 hielten die Züge der Berliner S-Bahn im Bahnhof. Zwischen 1904 und 1963 war der Bahnhof ferner ein Endbahnhof der Strecke Nauen–Velten der Osthavelländischen Kreisbahnen sowie von 1951 bis 1969 Endbahnhof der Strecke Oranienburg–Velten. Beide Strecken wurden stillgelegt und weitgehend abgebaut. 1983 stellte die Deutsche Reichsbahn den Gleichstrombetrieb auf der S-Bahn ein. Heute ist der Bahnhof Halt von Regionalexpress- und Regionalbahnzügen.

## Lage
Der Bahnhof Velten befindet sich an den Bahnstrecken von Berlin nach Kremmen und von Nauen nach Oranienburg, er liegt etwa 500 Meter südwestlich des Veltener Ortskerns. Zur Berliner Stadtgrenze sind es knapp neun Kilometer. Die angrenzenden Straßen sind die Bahnstraße und die Kreisbahnstraße. Der Bahnhof Hennigsdorf (b Berlin) befindet sich ungefähr acht Kilometer südlich. In Richtung Norden ist der Haltepunkt Bärenklau die nächste Station, der nächste Bahnhof ist Kremmen. Velten liegt im Tarifgebiet des Verkehrsverbundes Berlin-Brandenburg (VBB).

## Geschichte
Der Bahnhof wurde am 1. Oktober 1893 mit der Bezeichnung Velten eröffnet.
Dazu schrieb die Veltener Zeitung folgendes:

„Wir fühlen es, dass ein lebhaft pulsierender Hauch von dort her auf unser „Reich der Töpfer“ übergeht. Velten wird ein mittätiges Glied in dem Riesenkörper der benachbarten Millionenstadt“

Am 1. Mai 1911 kam der Namenszusatz (Mark) hinzu. Im Zusammenhang mit der Elektrifizierung der Kremmener Bahn bis Velten im Jahr 1927 erhielt die Strecke ein zweites Gleis, in Velten entstand ein neuer Mittelbahnsteig. Der Zugang erfolgte über eine Stahlbrücke. Nördlich des Bahnhofs entstand eine Triebwagenhalle zum Abstellen der Vorortzüge. Bei einer Probefahrt am 1. Februar 1927 erlitt der Zug einen Kurzschluss, ein Triebwagen brannte daraufhin aus und der Zug musste von einer Dampflokomotive abgeschleppt werden. Am 16. März 1927 nahm die Deutsche Reichsbahn den elektrischen Vorortbetrieb auf, ab 1930 fuhren die Züge unter der Bezeichnung „S-Bahn“. Am Bahnhofsvorplatz wurde 1931 das Postamt errichtet.
Zwischen 1904 und 1964 besaß Velten einen Bahnanschluss über eine Kleinbahn nach Nauen und Oranienburg. Die Züge auf der Kleinbahn hielten in einem Kleinbahnhof westlich des eigentlichen Bahnhofs. Ab dem Ende der 1930er-Jahre war die S-Bahn nach Velten wegen dort ansässiger Rüstungsbetriebe stark ausgelastet.
Zwischen April und Juni 1945 ruhte der reguläre Eisenbahnverkehr in Velten gänzlich. Ab dem 18. Juni 1945 verkehrten die ersten Dampfzüge zwischen Hennigsdorf und Kremmen, ab dem 6. Juli bestand bis Velten wieder elektrischer Zugbetrieb. Ab 1948 bestand wieder Verbindung mit der S-Bahn über den Nord-Süd-Tunnel ins Berliner Stadtzentrum.
Zwischen 1951 und 1969 war der Bahnhof Startpunkt einer Bahnstrecke nach Oranienburg.
Im Bahnhof waren zeitweise die Salontriebwagen der DDR-Führung, die aus Umbauten der Dieseltriebwagen der Baureihe 137 entstanden waren, abgestellt.

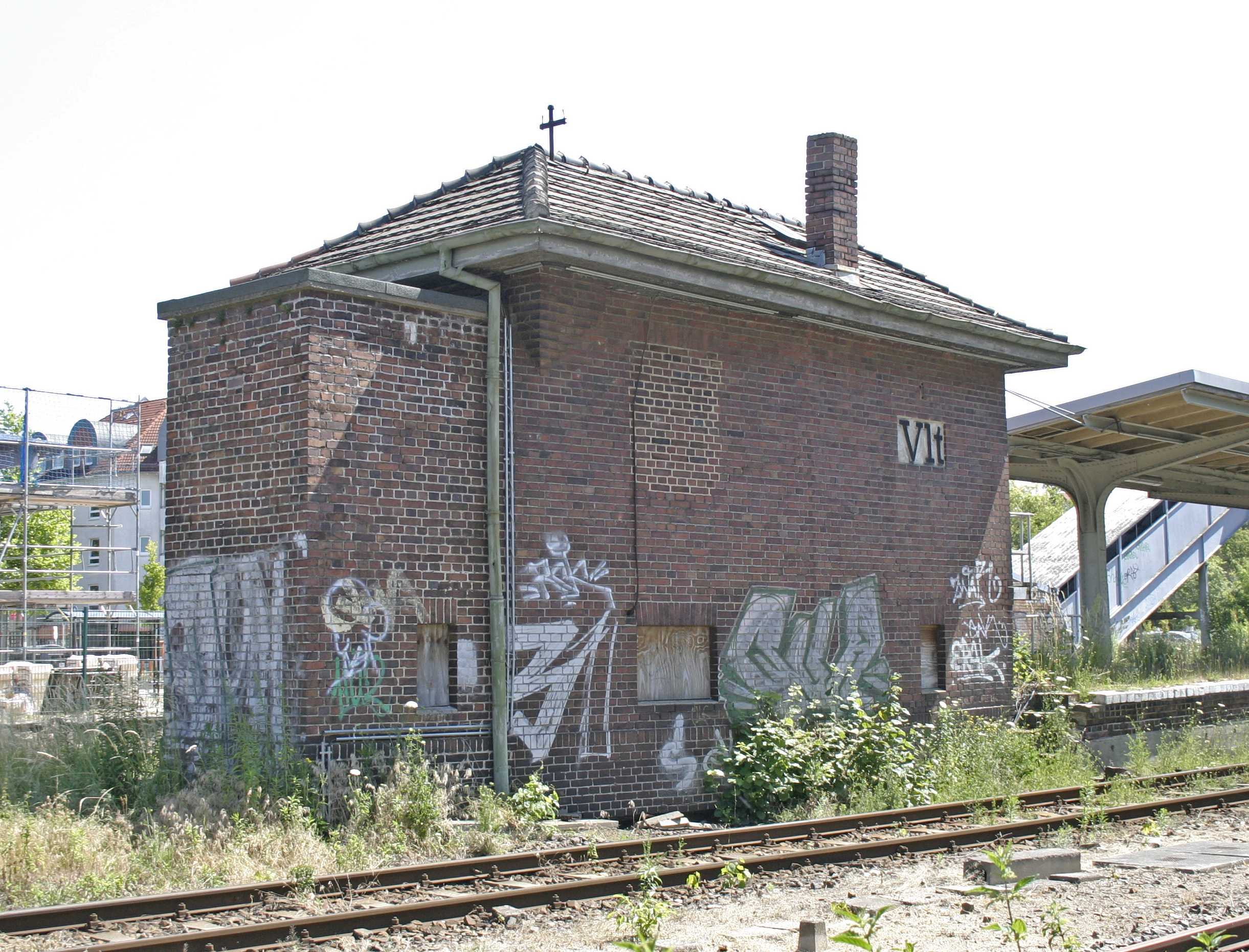
Ehemaliges Stellwerk Vlt, 2015

Mit dem Mauerbau war am 13. August 1961 der Verkehr von Velten nur noch bis Hennigsdorf möglich. Die S-Bahn-Strecke war vom übrigen Netz der Berliner S-Bahn getrennt worden. Da mit der Triebwagenhalle eine Möglichkeit zur Wartung der Fahrzeuge und in Hennigsdorf ein Unterwerk zur Stromversorgung existierten, konnte die Reichsbahn den elektrischen Betrieb aufrechterhalten. Fahrgäste nach Berlin mussten in Hennigsdorf oder im Bahnhof Hennigsdorf Nord am Berliner Außenring umsteigen. Als die Deutsche Reichsbahn in den 1980er Jahren die Elektrifizierung ihrer Strecken vorantrieb, fiel der Entschluss, den Gleichstrom-Inselbetrieb aufzugeben. Die letzte S-Bahn zwischen Velten und Hennigsdorf fuhr am 20. September 1983. Bis zum 7. Oktober 1983 wurde die Strecke für den Wechselstrombetrieb über Oberleitung umgerüstet. Im Jahr 1998 wurde die Fahrleitung wieder abgebaut.
Zu Beginn des Jahres 2001 wurde der alte Wasserturm am Bahnhof abgerissen. Ende Oktober 2007 wurde Velten an das elektronische Stellwerk in Neuruppin angeschlossen, wodurch die alten mechanischen Stellwerke geschlossen werden konnten.
Ende 2015 wurde die Station in einer Umfrage als „Brandenburgs hässlichster Bahnhof“ genannt. Das Empfangsgebäude wurde von einem Bäcker aus der Region erworben und in der Folge saniert.
Ab dem Jahr 2018 erfolgte eine grundhafte Erneuerung des Bahnhofs. Neu errichtet wurde ein 100 m langer Mittelbahnsteig mit 76 cm Höhe über Schienenoberkante mit einem 30 m langen Bahnsteigdach. Die Personenüberführung wurde durch einen Neubau ersetzt und erhielt drei Aufzüge für den barrierefreien Zugang. Darüber hinaus wurde die Beleuchtung und das Wegeleitsystem erneuert. Die alten Bahnsteiganlagen, die Personenüberführung und das Stellwerk wurden abgebrochen. Insgesamt waren für die Arbeiten rund fünf Millionen Euro veranschlagt, hiervon sollten das Land 3,1 Millionen Euro und die Stadt Velten rund 340.000 Euro tragen. Das Gleis 4 wurde teilweise zurückgebaut, ebenso die Reste des dortigen Seitenbahnsteigs. Die Arbeiten wurden im Jahr 2020 abgeschlossen.

## Heutige Anlagen

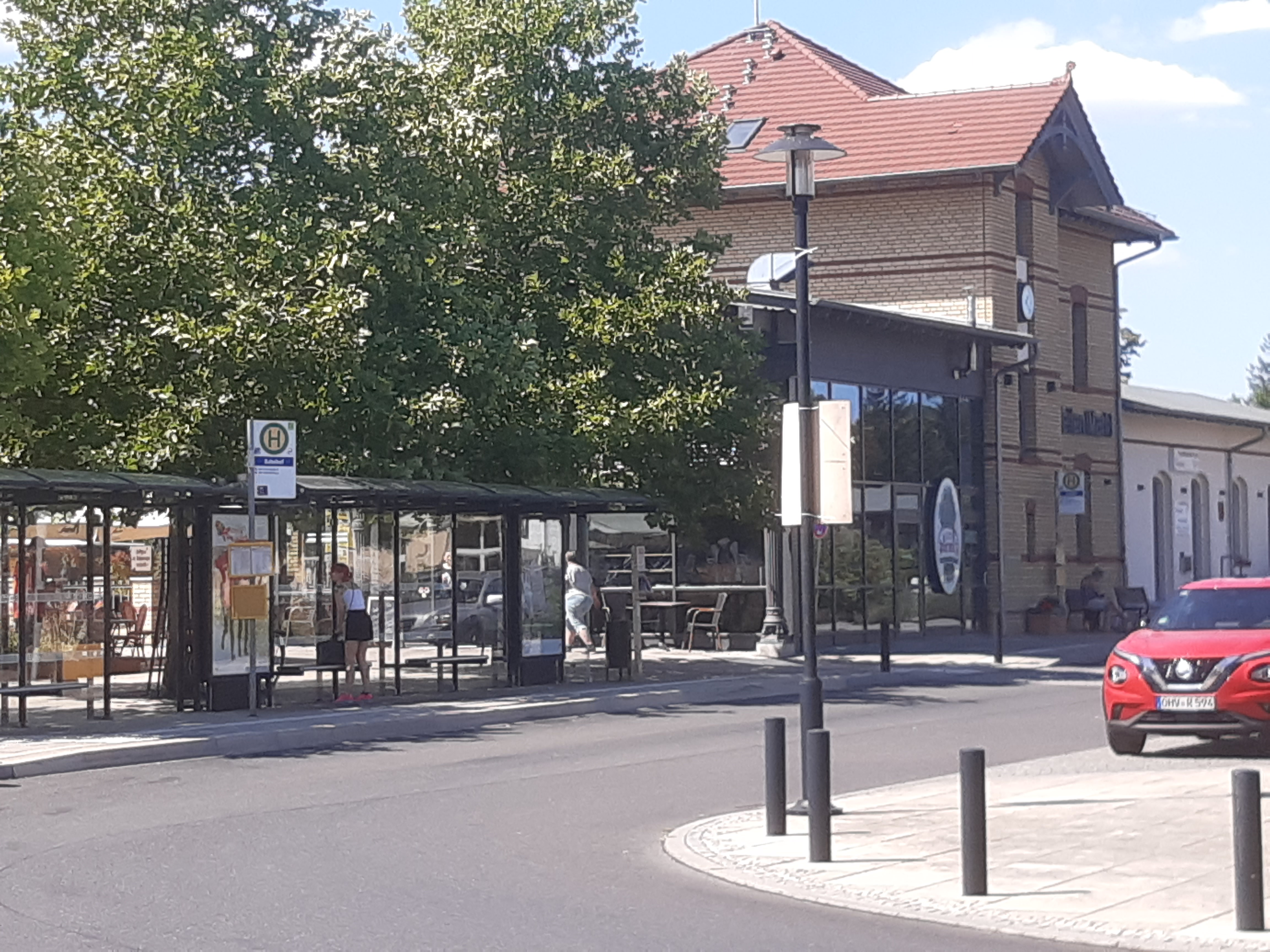
Empfangsgebäude, 2022

Der Bahnhof Velten verfügt in seinem heutigen Zustand über insgesamt fünf Gleise, davon zwei Bahnsteiggleise (Gleise 1 und 2). Von den beiden außen vorbeiführenden zwei Überholgleisen ist nur noch das östlich gelegene Gleis 3 durchgängig befahrbar, das westliche Gleis 4 endete im Süden bis zum Umbau stumpf vor dem Bahnübergang Rosa-Luxemburg-Straße. Seitdem endet es schon nördlich des Bahnsteigzuganges an der Kreisbahnstraße. Ein weiteres Stumpfgleis (Gleis 5) liegt östlich der vorgenannten Gleisanlagen und ist von Süden her angebunden.
Der Mittelbahnsteig ist 100 Meter lang und 76 Zentimeter hoch. Die Überholgleise waren bis in die 1990er Jahre ebenfalls mit Seitenbahnsteigen ausgestattet, deren Reste noch vorhanden sind.

## Anbindung
Der Bahnhof Velten (Mark) wird stündlich durch die Regionalexpress-Linie RE 6 sowie von der ebenfalls stündlich verkehrenden Regionalbahn-Linie RB 55 bedient. Montags bis freitags wird die Linie RB 55 durch zusätzliche Verstärkerfahrten in der Hauptverkehrszeit ergänzt, so dass sich auf dem Abschnitt Hennigsdorf–Velten ein 20 Minuten-Takt ergibt.
| Linie                    | Verlauf | Takt (min)     | EVU              |
| ------------------------ | --- | -------------- | ---------------- |
| RE 6                     | Berlin-Charlottenburg – Berlin-Spandau – Hennigsdorf (b Berlin) – Velten (Mark) – Neuruppin Rheinsberger Tor – Wittstock (Dosse) – Pritzwalk – Perleberg – Wittenberge | 60             | DB Regio Nordost |
| RB 55                    | Hennigsdorf (b Berlin) – Velten (Mark) – Vehlefanz – Kremmen | 60             | DB Regio Nordost |
| RB 55                    | Hennigsdorf (b Berlin) – Velten (Mark) | 60 (HVZ Mo–Fr) | DB Regio Nordost |
| Stand: 10. Dezember 2023 | |                |                  |

Zudem halten einige Regionalbuslinien der kreiseigenen Verkehrsbetriebe Oberhavel Verkehrsgesellschaft am Bahnhof.